# Ilona Korstine
Ilona Korstine (en russe : Илона Кальювна Корстин), née le 30 mai 1980 à Leningrad, est une joueuse de basket-ball franco-russe, évoluant au poste d'arrière-ailière.
Elle remporte trois fois l’Euroleague (2001, 2005, 2010), trois titres en championnat d’Europe avec la Russie (2003, 2007 et 2011) ainsi que trois deuxièmes places (2001, 2005 et 2009).

## Biographie
En 2011-2012, elle rejoint le club turc de Beşiktaş, qui dispute l'Eurocoupe. En février de la même saison, elle décide de quitter le club et rejoint le club espagnol de Salamanque, club avec lequel elle remporte la coupe de la Reine.
Pendant l'été 2012, elle rejoint le club russe du Dynamo Moscou. Elle prend sa retraite sportive à l'été 2013.
Directrice générale déléguée de la VTB United League , elle en est nommée directrice générale en juillet 2016, une des rares femmes à ce type de poste.

## Club
| Saisons   | Équipe                       | Pays    |
| 1996-1997 | Fors-Major Saint-Pétersbourg | Russie  |
| 1997-2003 | CJM Bourges Basket           | France  |
| 2003-2007 | VBM-SGAU - CSKA Samara       | Russie  |
| 2007-2009 | CSKA Moscou                  | Russie  |
| 2009-2011 | Spartak région de Moscou     | Russie  |
| 2011-2012 | Beşiktaş                     | Turquie |
| 2012-2012 | Salamanque                   | Espagne |
| 2012-2013 | Dynamo Moscou                | Russie  |

### WNBA
- 2001 : Mercury de Phoenix

## Palmarès

### Équipe de Russie
- Jeux olympiques d'été
  -  Médaille de bronze aux Jeux olympiques de 2008 à Pékin,  Chine
  -  Médaille de bronze aux Jeux olympiques 2004
- Championnat du monde de basket-ball féminin
  -  Médaille d'argent du Championnat du monde 2006 au Brésil
  -  Médaille d'argent du Championnat du monde 2002 en Chine
- championnat d'Europe
  -  Médaille d'or au Championnat d'Europe 2011 en Pologne[6]
  -  Médaille d'or au Championnat d'Europe 2007 en Italie
  -  Médaille d'or au Championnat d'Europe 2003
  -  Médaille d'argent au Championnat d'Europe 2009
  -  Médaille d'argent au Championnat d'Europe 2005
  -  Médaille d'argent au Championnat d'Europe 2001

### Club
Son palmarès dans les compétitions européennes est :
- Euroligue 2001, 2005, 2010
- Finaliste de l'Euroligue 2000, 2006, 2011
- Participation au final four de l'Euroligue 2003

Lors de son passage en France, son palmarès est : 
- Vainqueure du Championnat de France 1999, 2000
- Finaliste du Championnat de France en 2001, 2003
- Finale de la Coupe de France 2002
- Tournoi de la Fédération 1999, 2000, 2001
- Finaliste du Tournoi de la Fédération 2002

Son palmarès en Russie est :
- Superleague championnat de Russie 2004, 2005, 2006
- Coupe de la Russie 2004, 2006, 2007
- World league 2003, 2004, 2005, 2007

Son palmarès en Espagne est :
- Vainqueure de la coupe de Reine 2012.